# 목동동로
목동동로(木洞東路)는 서울특별시 양천구 신정동 신트리공원앞 교차로와 목동 목마공원 교차로를 잇는 서울특별시의 도로이다.
목동서로와 함께 목동 대단위 주택 단지를 지나는 주요 간선도로이며, 목동동로는 목동10·12단지에서 목동서로와 분리되어 목동 동단인 안양천 방향으로만 일방통행으로만 갈 수 있다. 시점은 신정로와 직결되어 있다.
2003년에 이 도로를 관할하는 서울특별시 양천구청은 한국의 아름다운 길 100선 공모전에 이 도로를 '수목이 울창하고 주거환경이 쾌적한 아파트 단지의 아름다운 도로'라는 이름으로 출전시켰다. 이 공모전을 주관한 국토해양부와 한국도로교통협회는 이 도로를 '주변환경을 고려한 설계(디자인)로 예술성이 뛰어난 도로 및 교량(예술성)' 분야의 선외가작으로 선정하였다

## 주요 경유지
서울특별시 양천구
- 신정동 신트리공원앞 교차로 - 신정7동주민센터 - 목동12·13단지 교차로 - 양천문화회관 교차로 - 목동13단지 교차로 - 서울양천경찰서 - 양천경찰서 교차로 - 양천구청 - 양천구청 교차로 - 양천공원 - 서울출입국관리사무소 교차로 - 서울출입국관리사무소 - 신정2동주민센터 - 양천세무서앞 교차로 - 양천세무서 - 목동중학교 - 목동중 교차로
- 목동 오목지하차도 - 방송회관 교차로 - 목운중학교 - 서울목운초등학교 - 현대백화점 목동점 - 목동주차장 교차로 - 행복한백화점 - 목동근린공원 - 파리공원 - 목5동주민센터 - 목동5단지 교차로 - 목마공원 - 목마공원 교차로

## 같이 보기
- 목동서로
- 신정로